# Carlos Alarcón Cabrera
Carlos Alarcón Cabrera (Sevilla, 1963) es catedrático de Filosofía del Derecho en la Universidad Pablo de Olavide (Sevilla, España).

## Biografía
Ejerció como profesor de filosofía del derecho en la Universidad de Sevilla y la de Huelva. También fue profesor visitante en la Universidad de Pavia y la Universidad de Helsinki.
Dirigió el Departamento Theodor Mommsen de la Universidad de Huelva y fue secretario general de esta universidad, además de director del Departamento de Derecho Público de la Universidad Pablo de Olavide.
En 2011 terminó su mandato como presidente de la Sociedad Española de Filosofía Jurídica y Política. Fue nombrado ese año vicerrector de Relaciones Institucionales e Internacionales de la Universidad Pablo de Olavide.
Es autor de una veintena de libros de su especialidad, entre los que destaca "Creer en Hitler. El triunfo de la fe y la sumisión sobre la libertad" (2016). Ha sido desde 2007 hasta 2011 Presidente de la Sociedad Española de Filosofía Jurídica y Política (SEFJP), de la que es Presidente de Honor.